# Gene Parsons

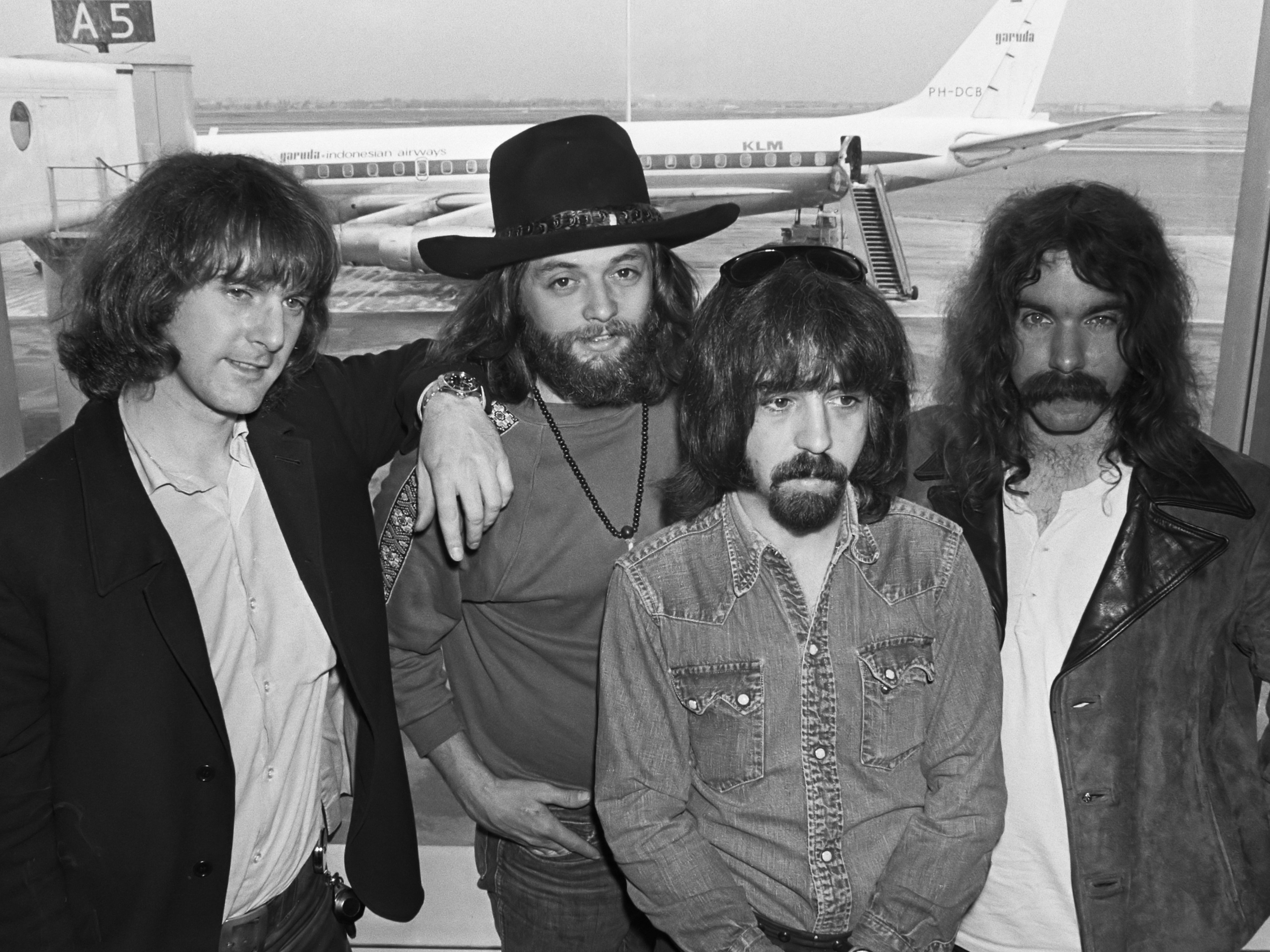
The Byrds 1970: v. l. n. r.: Roger McGuinn, Skip Battin, Clarence White, Gene Parsons

Gene Parsons (* 4. September 1944 in Los Angeles als Gene Victor Parsons) ist ein US-amerikanischer Country-Musiker, Singer-Songwriter und Multiinstrumentalist (Sänger, Schlagzeuger, Gitarrist, Banjo-, Mandoline- und Mundharmonikaspieler). Parsons war Mitglied mehrerer einflussreicher Country-Rock-Bands wie der Byrds, Nashville West und der Flying Burrito Brothers.

## Karriere
Der in der Mojave-Wüste aufgewachsene Parsons begann seine musikalische Laufbahn 1963 als Bassgitarrist bei den Castaways, wo er den ausgeschiedenen Ernie Williams ersetzte. Hier traf er auf Gib Guilbeau und Wayne Moore, mit denen er in den kommenden Jahrzehnten immer wieder zusammenarbeiten sollte. Die Castaways lösten sich bereits nach wenigen Monaten auf. Parsons arbeitete wieder in seinem bisherigen Job als Verkäufer, bis er 1966 zusammen mit Guilbeau als Duo Cajun Gib & Gene erneut ins Musikgeschäft einstieg, dieses Mal als Banjo-Spieler.
1967 wurde das Album Cajun Country eingespielt, das überwiegend von Guilbeau komponierte Cajun- und Country-Songs enthielt. Im gleichen Jahr gründeten die beiden die Formation Nashville West, benannt nach dem Club, bei dem sie als Hausband unter Vertrag standen. Parsons fungierte jetzt als Schlagzeuger. Weitere Mitglieder waren der Gitarrist Clarence White und erneut Wayne Moore. Obwohl Nashville West nur ein Album veröffentlichte, gilt die Gruppe heute als wichtiger Wegbereiter des Country-Rocks.
Nashville West löste sich bereits 1968 wieder auf, als zunächst White und kurz darauf Parsons von den Byrds abgeworben wurden, die sich nach dem Ausscheiden von Gram Parsons neu formieren mussten. Gene Parsons blieb bis 1972 als Schlagzeuger bei den Byrds. In dieser Zeit wurden die Alben Dr. Byrds and Mr. Hyde (1969), Untitled (1970), Byrdmaniax (1971) und Farther Along (1972) produziert.
1973 nahm Gene Parsons sein erstes Solo-Album, Kindling, auf. Ein Jahr später kam es zu einem Wiederaufleben der Flying Burrito Brothers. Neben den Gründungsmitgliedern Sneaky Pete Kleinow und Chris Ethridge wirkten Gib Guilbeau, Joel Scott Hill und – als Gitarrist, Schlagzeuger, Banjo- und Mundharmonika-Spieler – Gene Parsons mit. Die Flying Burritos konnten aber nicht an ihre früheren Erfolge anknüpfen. Es kam zu musikalischen Richtungsstreitigkeiten, und Parsons schied 1979 aus.
In den folgenden Jahren war Parsons Mitglied verschiedener Bands, die in der Musikszene aber nur wenig Aufmerksamkeit erregten. Erst als er Mitte der 1980er Jahre mit seiner Partnerin Meridian Green, die er 1986 heiratete, das Folk-Duo Gene Parsons & Meridian Green gründete, stellten sich wieder Erfolge ein. 1988 wurde das Album Birds of a Feather veröffentlicht und 1998 In the Heart of This Town. Nach der Jahrtausendwende kam es zu einem gemeinsamen Projekt mit dem britischen Musiker Julian Dawson, aus dem 2002 das Album Hillbilly Zen hervorging.

## B-Bender
Parsons gilt zusammen mit Clarence White als Erfinder des sogenannten B-Bending oder auch String-Bending. Darunter versteht man die mechanische Modifikation einer E- oder Westerngitarre, die es ermöglicht, die B-Saite (entspricht der H-Saite) auf unterschiedliche Art und Weise um bis zu eineinhalb Töne (zwei Bünde) zu erhöhen (Bending), ohne dazu eine andere Note greifen zu müssen. Es gibt verschiedene technische Ansätze, diese Tonerzeugung zu realisieren. Das Ergebnis ergibt einen Klang, der demjenigen einer Pedal-Steel-Gitarre sehr ähnlich ist. Das Prinzip wurde unter dem Namen Parsons/White B-Bender bekannt, wobei es zwischenzeitlich bereits Varianten für G- und E-Saite gibt.

## Diskografie

### Soloalben
- 1967: Cajun Country (mit Gib Guilbeau)
- 1973: Kindling
- 1979: Melodies
- 1988: Birds of a Feather (mit Meridian Green)
- 1998: In the Heart of this Town (mit Meridian Green)
- 2002: Hillbilly Zen (mit Julian Dawson)

### The Byrds
- 1969: Dr. Byrds & Mr. Hyde
- 1969: Ballad of Easy Rider
- 1970: (Untitled)
- 1971: Byrdmaniax
- 1971: Farther Along
- 2000: Live at the Fillmore – February 1969
- 2008: Live at Royal Albert Hall 1971